# Placidus
Placidus (en italien Placido de Titi) (né en 1603 à Pérouse et mort en 1668 à Pavie) fut un astronome, astrologue et mathématicien italien du XVIIe siècle.

## Biographie
Placidus est né à Pérouse dans la noble famille Titi. Son père est mort tôt et Placido a été élevé par sa mère Cecilia. Il a d'abord étudié à l'université de Padoue où son oncle était professeur de théologie.
À cette époque, le duché de Milan était gouverné par les Habsbourg d'Espagne, administrés par l'archiduc Léopold Guillaume d'Autriche, qui s'intéressait à la science de l'alchimie et de l'astrologie, et Placidus lui a dédié les maisons astrologiques.
Placidus érigea le premier, au XVIIe siècle, des tables de maisons pour la méthode de domification qui porte son nom. Ce système lui est généralement attribué, alors que cette domification fut déjà décrite par Magini dans son Canon astronomique, et même plus antérieurement par Scaliger.
Parmi ses disciples se trouve le mathématicien Girolamo Vitali.

### La domification selon Placidus

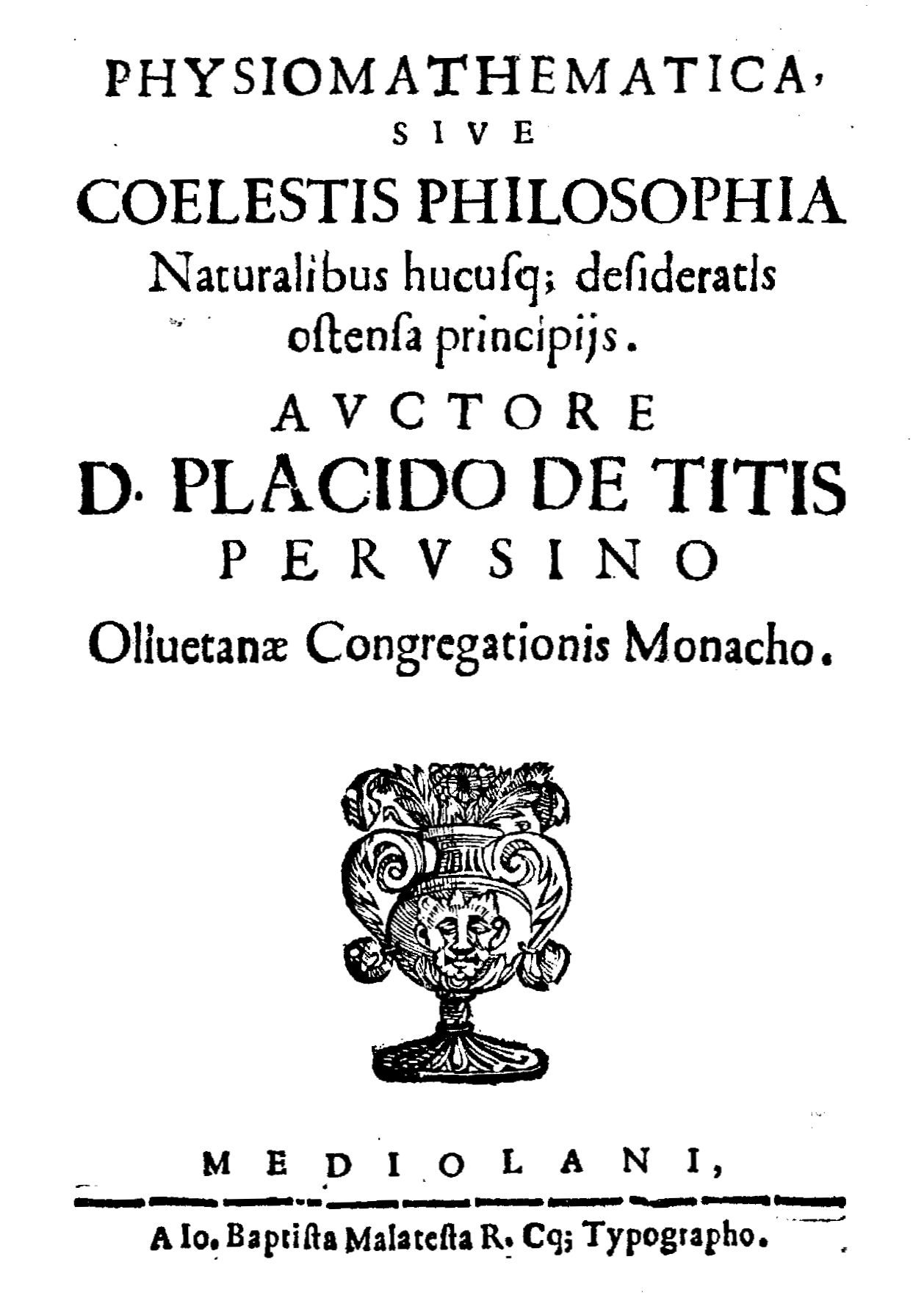
Physiomathematica, sive Coelestis philosophia naturalibus hucusque desideratis ostensa principijs, 1650

La domification Placidus consiste en l'équipartition des arcs diurne et nocturne. L'arc diurne est divisé en six parties qui seront toutes parcourues en un temps égal, et l'arc nocturne est divisé en six autres parties égales en temps d'ascension (ascension droite), généralement différent du temps de parcours des premières parties.
Le degré zéro du Bélier (ou point vernal) passe au Milieu du Ciel (pointe de la Maison X) à zéro heure de temps sidéral et sera sur la pointe de la:
- maison IX à 2 heures sidérales
- maison VIII à 4 heures sidérales
- maison VII à 6 heures sidérales
- maison VI à 8 heures sidérales
- maison V à 10 heures sidérales
- maison IV à 12 heures sidérales
- maison III à 14 heures sidérales
- maison II à 16 heures sidérales
- maison I à 18 heures sidérales
- maison XII à 20 heures sidérales
- maison XI à 22 heures sidérales
- maison X à 24 heures sidérales (= zéro heure sidérale).

Ces heures sidérales correspondent à une heure vingt de parcours effectif par le Soleil pour les maisons XII à VII, et deux heures quarante de parcours effectif par le Soleil pour les maisons VI à I pour un thème dressé le 31 décembre 1999 à minuit (le 1er janvier 2000 à zéro heure) à Paris (située à 48°51 de latitude Nord).
La domification est impossible pour les latitudes au delà de +/- 66°, donc dans les régions circumpolaires (pour les colatitudes inférieures à l'obliquité de l'écliptique qui est égale 23°) car les astres y sont soit toujours visibles soit toujours invisibles, et ne se lèvent ni ne se couchent. Les courbes obtenues par l'équipartition des arcs diurne et nocturne, dont l'intersection avec l'écliptique donne les cuspides (ou pointes) des maisons zodiacales, forment la domification. Hormis l'horizon et le méridien, qui sont des grands cercles, ce sont des courbes gauches iso-horaires. Avec ce système les maisons sont généralement d'étendues inégales, sauf celles qui sont opposées.
La domification Placidus est, depuis la mort de Dom Néroman, « la plus répandue en France », car elle a été la première à bénéficier de Tables de Maisons imprimées (l'imprimerie a été inventée au XVe siècle), et parce que, partant de cette hégémonie, elle a été enseignée de maître à élèves. Sans ces tables abondamment imprimées (ou sans les logiciels actuels), elle n'aurait pas connu une telle diffusion, car elle nécessiterait un temps de calcul extraordinaire.